# Карма Кагью
Карма Кагью (тиб. ཀ་རྨ་བཀའ་བརྒྱུད, Вайли ka rma bka' brgyud или тиб. ཀ་རྨ་བཀའ་རྒྱུད་, Вайли ka rma bka' rgyud), также Камцанг Кагью — крупнейшая подшкола линии Кагью тибетского буддизма.
Выражение «Золотая Гирлянда Кагью» относится к мастерам, которые являются держателями линии, основное учение которой — Махамудра. Это индийские мастера линии, последовательность перерождений Кармап и их наиболее важные ученики, сохраняющие непрерывность передачи. Держатели линии выбираются самим Кармапой, который обеспечивает целостность и чистоту учений.
Подобным же образом, именно Кармапа всегда выбирает учителя, чьей задачей будет передача линии ему в его будущем воплощении. Он — великий бодхисаттва, обладающий способностью видеть реализацию и качества других. Посредством этой способности он и выбирает своих гуру. Нет фиксированных правил, определяющих учителя заранее. В некоторых случаях держатели линии — это видные перерожденцы, в других — исключительные практикующие, не обладающие высоким статусом в религиозной иерархии.
Другой аспект линии Карма Кагью — промежуточные управляющие делами, заботящиеся о монастырях Кармапы между перерождениями. Эти люди — не держатели линии. Например, Четырнадцатый Кармапа, Тхегчог Дордже назначил 9-го Другчена Мипам Чёкьи Гьямцо (также известного как Мингьюр Ванги Гьялпо) промежуточным управляющим делами. Шестнадцатый Кармапа, согласно индийскому законодательству, учредил юридический орган, Благотворительный Фонд Кармапы и назначил его попечителей.

## История Карма Кагью в Тибете
Карма Кагью была основана учеником Гампопы Дюсум Кхьенпой — первым сознательно перерождающимся ламой Тибета, получившим титул «Кармапа», «человек активности», «активность всех будд».
Школа Карма Кагью является одной из четырёх подшкол тибетского буддизма Кагью. Школа Кагью возникла в Тибете в XI веке, известна в научной литературе также под следующими названиями — Кагью-па, Карчжупа, Кармапа.
Первыми учителями этой школы в Тибете были Марпа (1012—1097), Миларепа (1052—1135), Гампопа (1079—1153), провозгласившие линию преемственности религиозного опыта путём непосредственной передачи его от Учителя к ученикам в устной форме. Наличие письменных текстов и строительство монастырей как места постоянного проживания Учителя и учеников на первых порах существования школы Кагью было для неё нехарактерно. Однако, уже третий по счёту Учитель этой школы Гампопа, получавший также образование в монастыре школы Кадампа и бывший учеником Атиши, написал для своих последователей письменное руководство — разъяснение сущности буддийской догматики и её связи с ритуальными практиками от самых простых до самых сложных, ведущих к конечной цели существования личности — Просветлению. После смерти Гампопы школа Кагью разделились на 4 подшколы, каждую возглавил один из 4-х учеников, которых Гампопа ещё при жизни назначил своими преемниками. Среди этих четырёх подшкол (Карма Кагью, Барам Кагью, Цхалпа Кагью, Пхагмо Кагью) самой живучей, дееспособной и активной оказалась Карма Кагью, а её глава, носящий титул Кармапа и считающийся воплощением бодхисаттвы Авалокитешвары, всегда пользовался громадным авторитетом в Тибете. Возникшая со временем в рамках школы Карма Кагью сеть монастырей отличалась тем, что наряду с монахами в них проживала мирская часть населения, практиковавшая буддийскую медитацию. Школа создала свои образовательные центры, где светские лица могли изучать основы философии и практики. До середины XX века в этой системе мало что менялось.
В начале 1950-х гг. правительство КНР ввело в Тибет войска, установив реальную правительственную власть, следствием которой явился тотальный разгром тибетской буддийской культуры. Около 100 тыс. тибетцев, спасаясь от китайских погромов, вынуждены были эмигрировать сначала в соседние страны — Индию, Непал, Бутан, Сикким, а с середины 60-х гг. началась эмиграция тибетцев в Европу и США. Наряду с простыми тибетцами в изгнании оказались руководители многих религиозных школ, в том числе Далай-лама XIV (бывший глава тибетского правительства в изгнании), Гьялва Кармапа Ринпоче, более известный как Шестнадцатый Кармапа (глава школы Карма Кагью, шестнадцатый по счету со времени её основания в XII в.).

## Перенос Карма Кагью на Запад
В 1959 г. был разрушен до основания находившийся в Тибете (р-н Цурпху) главный монастырь школы Карма-Кагью. В 1961—1966 гг. вместо него был построен новый в местечке Румтек в Сиккиме. Второй по значимости монастырь этой школы находится в Бутане. В 1974 г. Кармапа XVI впервые посетил Европу, и с тех пор по его инициативе ламы и учителя школы начали открывать центры медитации линии Кагью на Западе. Характерные черты отличающие европейские центры Карма Кагью от их классического тибетского прототипа, следующие:
1. община носит светский характер;
2. основной состав общин — лица европейского происхождения;
3. создателями центров выступают европейцы, ученики Кармапы XVI.

В качестве таких учеников-создателей центров на Западе и в России, ставших учителями традиции, выступают граждане Дании, супруги Оле и Ханна Нидал.

## Карма Кагью в России
Большинство общин Карма Кагью, имеющихся сейчас в России и других странах СНГ, основаны ламой Оле Нидалом. Его статус — учитель традиции Карма Кагью, получивший право на это от главы школы Шестнадцатого Кармапы, ушедшего в 1981 г. Первая из общин Карма Кагью в России появилась в Ленинграде (Санкт-Петербурге) в 1989 г.
Российская ассоциация буддистов Алмазного пути традиции Карма Кагью на конец 2018 года является крупнейшей буддийской организацией в РФ по представительству в субъектах федерации.
Житель Сочи оштрафован по решению суда в 2019 году за проведение коллективных медитаций для буддистов—последователей традиции Карма Кагью. Управление ФСБ и прокуратура квалифицировала их как незаконную миссионерскую деятельность и нарушение законодательства о свободе совести, вероисповедания и религиозных объединений (ч. 4 ст. 5.26 КоАП). Обвинение указало, что религиозное объединение не было зарегистрировано в Минюсте. Организатор медитаций признал вину, пояснив, что не знал о необходимости получения разрешения на проведение медитаций.
Доктор философских наук Л. Б. Четырова пишет, что «Буддизм как будто бы признается в качестве одной из традиционных религий, существующих в России, и занимает по статусу место, равное православию. При этом буддийские традиции, привнесенные с Запада, например школа Карма Кагью, объявляются сектантскими. И это вопреки тому, что Карма Кагью является одной из четырёх традиционных школ тибетского буддизма. Российская ассоциация центров изучения сект (РАЦИРС) внесла Российскую ассоциацию Карма Кагью в список тоталитарных сект. Показательно, что возглавляют РАЦИРС вместе с профессором Дворкиным два протоиерея. Фактически это означает, что данная организация выражает точку зрения Русской православной церкви». В то же время, кандидат исторических наук А. С. Фетисов определяет Карма Кагью как «псевдобуддийское объединение».

## Научная литература
- Григорьева Л. И. Карма Кагью // Религии народов современной России: Словарь / Ред-кол. Мчедлов М. П. (отв. ред.), Аверьянов Ю. И., Басилов В. Н. и др. — 2-е изд., и доп. — М.: Республика, 2002. — С. 160—161. — 624 с. — 4000 экз. — ISBN 5-250-01818-1.
- Кильдяшова Т. Буддийский центр Карма Кагью в Архангельске // Свеча-2000. Религия в гуманитарном измерении Баренцева региона. Часть 2 / Сост. и отв. ред. Е. И. Аринин. — Архангельск: Поморский государственный университет им. М. В. Ломоносова, 2001.
- Фетисов А. С. Развитие конфессиональной ситуации в Горном Алтае в 1991-2001 гг. / автореферат дис. ... кандидата исторических наук : 07.00.02. — Кемерово: Кемер. гос. ун-т, 2011. — 24 с.
- Четырова Л. Б. Буддизм в России: прошлое и настоящее // Вестник Русской Христианской гуманитарной академии  / гл. ред. Д. В. Шмонин. — СПб.: РХГА, 2009. — Т. 10, № 3. — С. 50—58. — ISSN 1819–2777.

## Аффилированная литература
- Лама Оле Нидал. «Открытие Алмазного Пути». ISBN 5-94303-003-4
- Лама Оле Нидал. «Основополагающие упражнения». ISBN 5-94303-008-5
- Лама Оле Нидал. «Великая печать». ISBN 5-94303-002-6
- Лама Оле Нидал. «Каким всё является на самом деле». ISBN 5-94303-020-4
- Лама Оле Нидал. «Шесть освобождающих действий». ISBN 5-94303-021-2